# Cylloceria simplicicornis
Cylloceria simplicicornis là một loài tò vò trong họ Ichneumonidae.